# Memecylon paniculatum
Memecylon paniculatum är en tvåhjärtbladig växtart som beskrevs av William Jack. Memecylon paniculatum ingår i släktet Memecylon och familjen Melastomataceae. Inga underarter finns listade i Catalogue of Life.